# Čelistná
Čelistná là một làng thuộc huyện Pelhřimov, vùng Vysočina, Cộng hòa Séc.